# Игры (группа)
И́гры — советская и российская рок-группа второй половины 80-х годов (Ленинград, Санкт-Петербург). Пионеры советского постпанка времен перестройки появились в результате распада ленинградской группы «Странные игры» летом 1985 года.

## История

### 1985—1992
После распада ленинградской группы «Странные Игры» летом 1985 года братья Виктор и Григорий Сологубы, пригласив практически неизвестного до тех пор гитариста Андрея Нуждина и «одолжив» у редко выступавшего в то время барабанщика группы  «Кино» Георгия Гурьянова гитару, привезенную ему из США Джоаной Стингрей, начали репетировать. Весной 1986 «Игры» записали свой дебютный сингл «Le Fleur de Papier» — франкоязычную версию песни «Странных Игр» «Бумажные цветы» из альбома «Смотри в оба», которую спел известный ленинградский художник Андрей Медведев, а 30 мая 1986 года дебютировали на IV Фестивале Рок-клуба, получив специальный приз: «За творческий поиск».
Сменив бодрый нью-вейв и ска, басист и гитарист, Виктор и Григорий Сологубы собрали новую группу, ориентируясь на постпанк и новую волну того времени: от «Killing Joke» и «The Cure» до «The Cult» и «The Sisters of Mercy». Звучание группы опирается на лаконичную работу ритм-секции и контрапункт двух лидер-гитар, сплетающих причудливые соло в красочное мелодическое полотно. Большинство их было написано братьями Сологубами, хотя в некоторых выступил как автор Андрей Нуждин. Свои тексты «Игры», продолжая традиции «Странных», черпали в сборниках современной европейской поэзии. Кроме того, специально для них писал ленинградский поэт Андрей Соловьев и французский друг Виктора Сологуба — Филипп Лебо. После того как Георгия Гурьянова сменил в 1987 году Игорь Черидник из «АукцЫона»—состав группы оставался стабильным.
На закате перестройки, группа активно выступала на одних стадионах с «Кино» и Джоанной Стингрей (которая, в свою очередь, записала на своих альбомах несколько песен «Игр»). В 1988 «Игры» одними из первых пересекли границу Советского Союза, и сыграли целую серию успешных концертов в Европе. В период своей максимальной активности, ленинградская группа, несомненно, задавала тон на музыкальной сцене всей страны: одними из первых её участники привнесли в довольно скудный арсенал отечественного рока эстетику постпанка, идеи готики и гитарного минимализма, а также достойно представляли ленинградскую культуру на Западе.
В начале 1989 года «Игры», в компании с «АВИА» и «Джунглями», приняли участие в программе «Музыкальный ринг». Их соперниками выступила московская группа «Центр».
Осенью 1989 в студии Ленинградского Дворца Молодёжи «Игры» записали два своих альбома «Крик в жизни», вышедший на компакт-дисках в 1994 году под лэйблом «КонтраС Плюс», и «Детерминизм», который выпущен был только в 2020-м году на виниле (а годом позже и на компакт-дисках) под лейблом Maschina Records. С 1992 года «Игры» прекратили существование, и участники занялись сольными проектами.

### 2013 — настоящее время
В 2013 году, специально для празднования юбилея своего барабанщика Игоря Черидника, впервые за 20 лет «Игры» снова воссоединились. Рано ушедшего из жизни Григория Сологуба заменил его племянник, сын Виктора Сологуба, Филипп. Это дало второе дыхание группе, которая снова стала гастролировать с программой конца 80х.
8 августа 2015 «Игры» выступили со специальной программой на Рижском фестивале «Цой — жив», исполнив вместе с лидером группы «Мумий Тролль» Ильей Лагутенко песню группы «Кино» «Малыш». В марте 2016 года «Игры» сделали ремастеринг альбомов на петербургской студии «Добролет», под руководством звукорежиссёра Александра Докшина.
В 2021 году издательство «Maschina Records» сделало переиздание обоих альбомов «Игр» на LP и CD, причём CD-издания были дополнены концертными записями группы — акустическим концертом братьев Сологубов (1993), а также — концертом в ДК «Невский» (1987) и фрагментом выступления на VI фестивале Ленинградского рок-клуба (1988).
25 октября 2024 года «Игры» выступили в качестве трио на праздновании 35-летия группы «Камикадзе» в клубе «Сердце» в Петербурге в составе: Виктор Сологуб, Андрей Нуждин и Александр «Дусер» Воронов (экс-Tequilajazzz) за барабанной установкой, сыграв четыре песни.

## Дискография
- Les fleur du papier (1986) (сингл)
- IV Фестиваль Ленинградского Рок-Клуба (1986)
- V Фестиваль Ленинградского Рок-Клуба (1987)
- VI Фестиваль Ленинградского Рок-Клуба (1988)
- VIII Фестиваль Ленинградского Рок-Клуба (1991)
- Крик в жизни (1989)
- Детерминизм (1989)

## Состав

### Текущий состав
- Виктор Сологуб — бас-гитара, вокал
- Филипп Сологуб — гитара, вокал
- Андрей Нуждин — гитара, вокал
- Игорь Черидник — барабаны

#### Технический персонал
- Александр Докшин — звукорежиссёр

### Бывшие участники группы
- Григорий Сологуб — гитара, вокал (1986—1992) †
- Георгий Гурьянов — барабаны, программирование драм-машины (1986—1987) †
- Андрей Медведев — вокал (1986—1987) †
- Денис Медведев — саксофон (1986—1987)
- Сергей «Африка» Бугаев — перкуссия (1986—1987)
- Александр Петелин — барабаны (1988)